# Salmon Fishing in the Yemen
Salmon Fishing in the Yemen is een Britse dramafilm uit 2011 van regusseur Lasse Hallström. De film is gebaseerd op het gelijknamige boek door de Britse schrijver Paul Torday, gepubliceerd in 2007 door uitgeverij Weidenfeld & Nicolson (ISBN 9780753821787), in het Nederlands vertaald door Elinor Fuchs en in hetzelfde jaar gepubliceerd onder de titel Vissen op zalm in Jemen door uitgeverij Arena (ISBN 9789069748191).

## Verhaal
Een sjeik heeft een voorliefde voor vissen op zalm. Hij probeert midden in de woestijn van Jemen een rivier aan te laten leggen waar zalmen kunnen leven. Financial adviseur Harriet Chetwode-Talbot vraag advies aan de Britse wetenschapper van het ministerie van landbouw, Dr. Jones, en vraagt hem het project op te starten, te overzien en te leiden. In eerste instantie moet hij niets weten van een dergelijk project dat de grens van het absurde opzoekt en wellicht overschrijdt. Vanuit de Britse overheid bestaat de behoefte aan goed nieuws uit het Midden-Oosten. Patricia Maxwell, de persvoorlichter (Engels: 'press secretary') van de premier, is ervan overtuigd dat dit project een prachtig verhaal zou zijn om de relaties tussen het Verenigd Koninkrijk en de islamitische wereld te verbeteren. Al snel heeft Dr. Jones eigenlijk geen andere keuze dan werken voor de sjeik en deze uitdaging aan te gaan.
Dr. Jones, een ietwat houterige en stijve Schotse wetenschapper, heeft zelf een grote liefde voor vissen en algauw raakt hij goed bevriend met de sjeik met wie hij deze liefde deelt. Samen met de financieel adviseur, Harriet Chetwode-Talbot, probeert hij het project tot een goed einde te brengen. Ze komen voor meerdere uitdagingen te staan, zowel in het project als in hun privéleven.

## Rolverdeling
| Acteur               | Personage                        |
| -------------------- | -------------------------------- |
| Kristin Scott Thomas | Bridget Maxwell                  |
| Emily Blunt          | Harriet Chetwode-Talbot          |
| Ewan McGregor        | Alfred Jones                     |
| Amr Waked            | Sjeik Muhammed Zaida bani Tihama |
| Conleth Hill         | Bernard Sugden                   |
| Catherine Steadman   | Ashley                           |
| Jill Baker           | Betty Burnside                   |
| Waleed Akhtar        | Essad                            |
| Hamish Gray          | Malcolm                          |
| Tom Mison            | Robert                           |
| Rachael Stirling     | Mary Jones                       |
| Hamza Saeed          | Tribes Man                       |
| Otto Farrant         | Joshua Maxwell                   |
| Pippa André          | Stagiair                         |
| Dixie Arnold         | Tourist                          |
| Steven Blake         | Cabinet Minister                 |
| James Cutting        | Journalist                       |
| Simone Liebman       | Tourist                          |